# Place de l'Hôpital (Lyon)
Pour les articles homonymes, voir Place de l'Hôpital.
La place de l'Hôpital est une place du quartier de Bellecour située sur la presqu'île dans le 2e arrondissement de Lyon, en France.

## Situation et accès
La place est devant l'entrée de la chapelle de l'Hôtel-Dieu. La rue Bellecordière débute sur la place tandis que les rues Marcel-Rivière et Louis-Paufique s'y terminent. La circulation se fait de la rue Rivière à la rue Bellecordière.

## Origine du nom
La place doit son nom à l'Hôtel-Dieu dont la porte d'entrée de l'ancien hôpital et de la chapelle sont sur la place.

## Histoire
Auparavant il y avait aussi une rue de l'hôpital qui s'appelle maintenant rue Marcel-Rivière, et un quai de l'hôpital qui porte actuellement le nom de quai Jules-Courmont.
En 2018, dans le cadre de la réhabilitation de l’Hôtel-Dieu voisin, la place est réaménagée ; 2 arbres et un revêtement en pierre beige y font leur apparition, tandis qu’une plus grande place est accordée aux piétons.